# Marián Gáborík
Marián Gáborík (Trenčín, 14 febbraio 1982) è un hockeista su ghiaccio slovacco.
Attualmente gioca come ala destra nei Los Angeles Kings, squadra della National Hockey League (NHL). È uno dei 47 giocatori dell'NHL ad aver segnato almeno 5 goal nella stessa partita, l'ultimo in ordine cronologico, il 20 dicembre 2007, inoltre è l'unico ad aver siglato questo record nel ventunesimo secolo.

## Carriera

### Dukla Trenčín
Nella stagione 1997-1998, Marian ha giocato nel team giovanile dei Dukla Trenčín chiudendo la stagione regolare con 59 punti in 36 presenze.
Nello stesso anno ha giocato una partita nella Slovak Extraliga (lega professionistica slovacca) segnando un goal al suo debutto.
Dopo tale performance Marian l'anno successivo passò nella squadra maggiore e al suo primo anno da rookie (debuttante) chiuse la stagione regolare con 20 punti in 33 presenze.
Nel suo secondo e ultimo anno nella Slovak Extraliga chiuse la stagione regolare con 46 punti in 50 presenze.

## NHL

### Gli inizi
Gáborík venne indicato dai Minnesota Wild come terza scelta assoluta nel Draft NHL dopo Rick DiPietro e Dany Heatley.
Nella prima stagione fece subito vedere le sue doti, siglando 18 goal e 36 punti, migliorandosi la stagione successiva superando la soglia dei 30 goal stagionali e quasi raddoppiando i punti dell'anno precedente arrivando a quota 67.
Il 13 novembre 2001 siglò la sua prima tripletta in NHL. L'anno successivo venne incluso nella lista di giocatori per l'NHL All-Star Game, siglò per il secondo anno consecutivo 30 reti durante la regular season aiutando in modo significativo i Wild alla prima apparizione ai Playoff.
In 18 gare giocate nei Playoff siglò 17 punti, portando i Wild sino alla finale della Western Conference.
Problemi contrattuali tennero lontano Gáborík dai campi dell'NHL fino al 31 ottobre 2003, quando l'asso slovacco firmò un nuovo contratto con i Wild per tre anni, alla cifra di 10 milioni di dollari.
Questi problemi iniziali fecero sì che fossero solo 65 i match giocati nella stagione 2003/04, con un totale di 18 goal e 40 punti.

### Lockout 2004-2005
Nella stagione 2004/05 la stagione NHL fu annullata dallo sciopero generale che fece slittare tutta la stagione 2004-2005.
Molti giocatori scelsero per non perdere la condizione fisica di giocare nei vari campionati esteri.
Marian scelse di tornare nella squadra che lo aveva lanciato, il team HC Dukla Trenčín.
Essendo già iniziata la stagione regolare, Marian disputò 29 incontri siglando 52 punti finendo poi la stagione con il team svedese dei Färjestads BK nel campionato Elitserien.

### Minnesota Wild 2005-2009

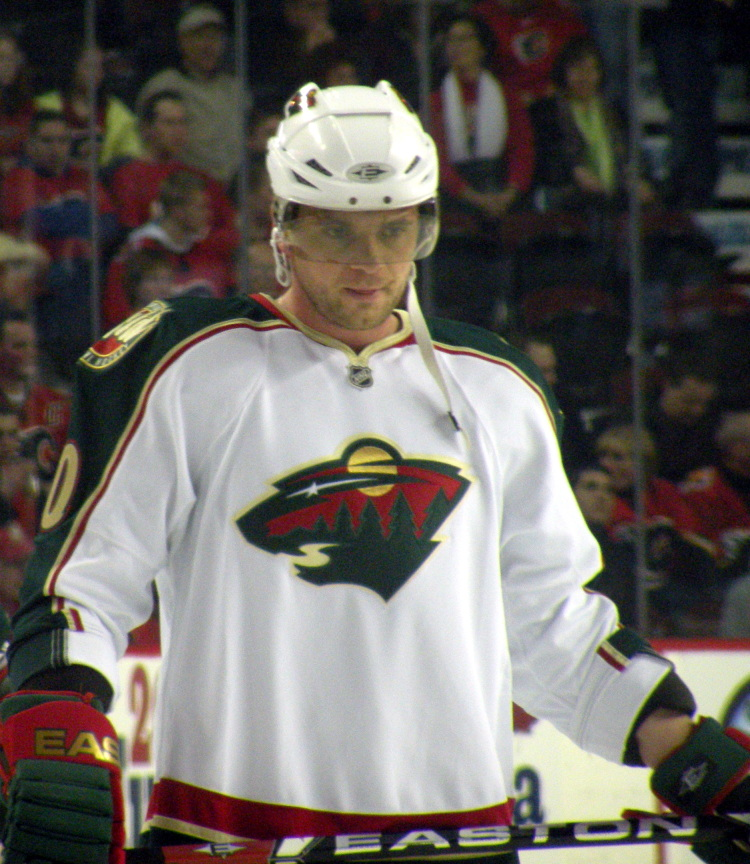
Gaborik con la maglia dei Minnesota Wild

Ripartita l'NHL nella stagione 2005/06, Gáborík migliora: in soli 65 incontri disputati, a causa di un infortunio, segna 38 gol e 28 assist, per un totale di 66 punti.
L'infortunio all'inguine non permette a Gáborík di disputare per intero nemmeno la stagione successiva, dopo il riacutizzarsi dell'infortunio il 20 ottobre 2006, contro gli Anaheim Ducks, viene previsto un tempo di recupero di 10-14 giorni, ma Gáborík non tornerà a giocare fino al 6 gennaio 2007, due mesi e mezzo dopo. Pur giocando 34 partite in meno finisce ancora una volta sopra i 30 goal con 57 punti totali.
Il 20 dicembre 2007 Gáborík contro i New York Rangers sigla ben 6 punti, grazie a 5 reti ed un assist. Questo lo rende il primo giocatore dei Wild, ed il 47 della storia dell'NHL, a siglare almeno 5 goal in un solo match. Non si vedevano 5 reti in solo incontro da circa 11 anni quando il 26 dicembre 1996 Sergei Fedorov dei Detroit Red Wings fece altrettanto contro i Washington Capitals).
Partecipò al suo secondo NHL All Star Game, e al termine della stagione con 42 reti e 41 assist siglò il suo record personale di punti ben 83.
Inoltre fu scelto per la prima volta come capitano per il mese di marzo 2008, infatti nei Minnesota Wild il capitano viene cambiato con una rotazione mensile.
Nel gennaio 2009 deve sottoporsi ad un intervento chirurgico, tornando sul ghiaccioil 21 marzo contro gli Edmonton Oilers.
Il 1º luglio 2009 firmò un contratto di 5 anni con i New York Rangers, per la cifra di circa 37 milioni di Dollari.

### L'arrivo a New York
Prima della nota firma del contratto con i Rangers, era stato ipotizzato un trasferimento con il connazionale Pavol Demitra in Canada nelle file dei Vancouver Canucks.
La notizia fu quasi ufficiale quando venne reso noto che Marian aveva prima cercato e poi acquistato casa a Vancouver nella parte ovest della città.
Tale notizia però fu smentita quando Marian scelse di accasarsi per 5 stagioni a New York nelle file dei New York Rangers.
Infatti la squadra di New York dopo vari anni di delusioni scelse di puntare il proprio futuro sulla stella slovacca offrendoli un consistente contratto bruciando proprio la concorrenza di Vancouver.

### New York Rangers

#### 2009-2010

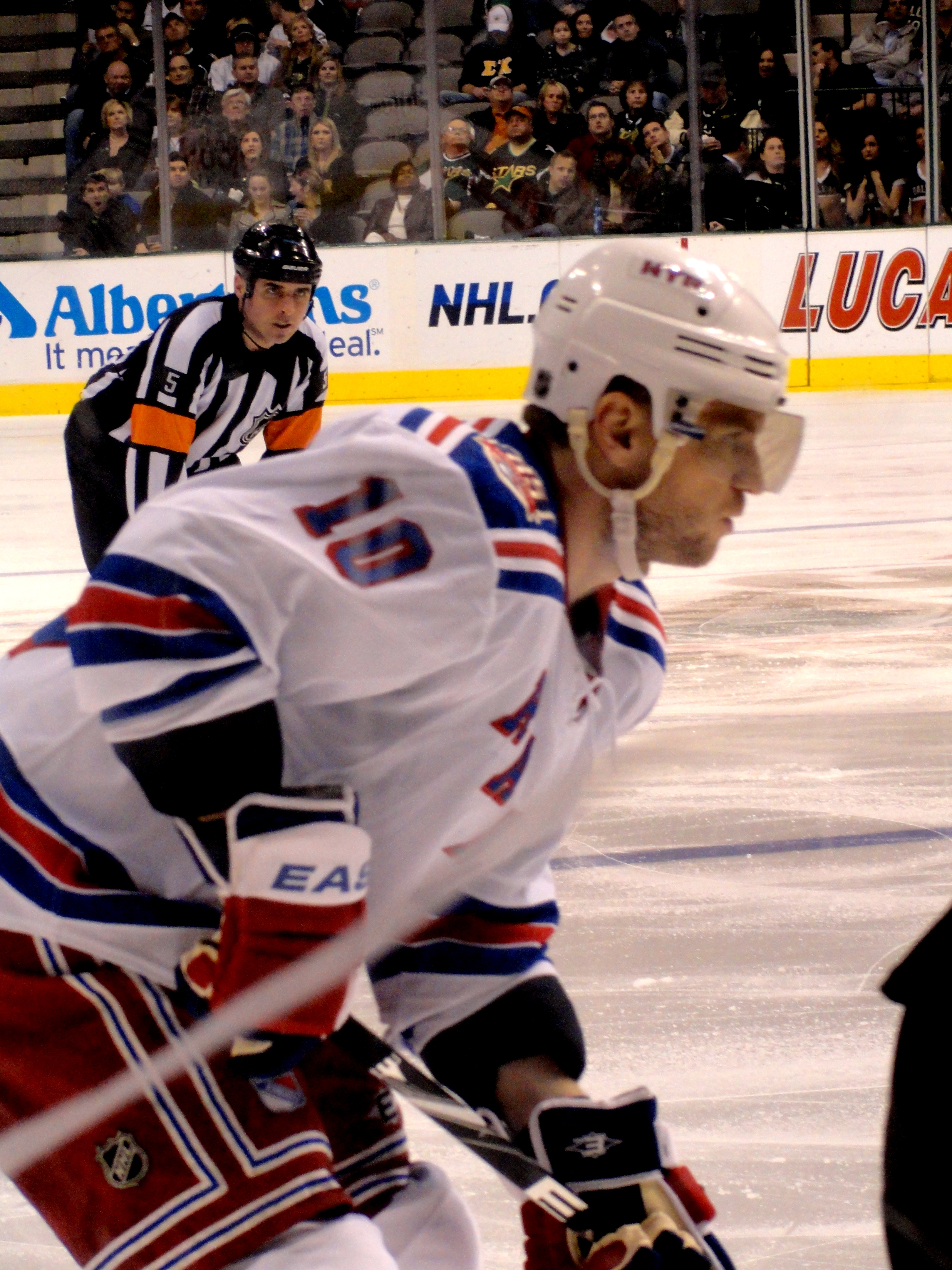
Gaborik con la maglia dei New York Rangers

Marian iniziò subito il suo debutto con i Rangers con il botto segnando 10 goal in 12 presenze.
Appena dopo un mese dall'inizio del campionato in una partita contro i Phoenix Coyotes Marian subì un leggero infortunio al ginocchio che lo tenne lontano dai campi di gioco per due partite fra cui il suo primo ritorno a Minnesota contro la sua ex squadra.
Al suo ritorno il 9 febbraio 2010 in un contatto con il compagno Henrik Lundqvist in una sessione di allenamento subì un leggero infortunio alla gamba destra.
Nonostante questi problemi Marian non deluse le aspettative e chiuse la stagione regolare con 76 presenze dove mise a segno 42 goal e 86 punti totali che segnarono il suo nuovo Carrer-High (record carriera).

#### 2010-2011
Nella sua seconda stagione nelle file dei Rangers Marian è stato ostacolato da un infortunio dovuto ad una lesione.
Il suo primo arresto avvenne contro i Toronto Maple Leafs in un contrasto di gioco che gli causò un infortunio alla spalla destra che lo tenne lontano dal gioco per un mese.
Per via di questo infortunio la stagione di Marian fu uscilata fra alti e bassi con un totale di 22 goal e 48 punti complessivi in 62 presenze.
La sua migliore prestazione fu in una partita contro i Toronto Maple Leafs il 19 gennaio 2011 quando segnò quattro goal e servì un assist.

#### 2011-2012
Il 29 gennaio 2012 durante il 59° All-Star Game disputatosi in Canada nello stadio dei Senatores di Ottawa Marian alla sua terza partecipazione a questo evento ha vinto il premio di M.V.P (Most Valutate Player).
Ha chiuso la stagione regolare con 41 goal, 35 assist e 76 punti totali in 82 presenze.
I Rangers si sono qualificati per i Playoff e in una delle serie più lunghe e spettacolari della lega nelle semifinali di Eastern Conference, e Marian ha segnato una tripletta decisiva contro i Washington Capitals di Alexander Ovečkin e Alexander Sëmin. Tuttavia, i Rangers sono stati poi eliminati in finale di Eastern Conference dai vicini dei New Jersey Devils di Ilya Kovalchuk in sette gare.

#### 2012-2013
A causa dell'arrivo di Rick Nash, Gaborik ebbe meno spazio, e giocò 35 partite, segnando 9 gol e 10 assist prima di venire ceduto ai Columbus Blue Jackets.

### Columbus Blue Jackets
Il 3 aprile 2013 Gaborik passò, assieme a Blake Parlett e Steven Delisle ai Columbus Blue Jackets in cambio di Derrick Bassard, Derek Dorsett, John Moore e una scelta nel sesto round del draft. Il giorno dopo ha debuttato con la nuova maglia in una gara contro i Nashville Predators, segnando il gol vittoria e mettendo a referto un assist. Ha terminato la stagione con 3 reti e 5 assist in 12 incontri, con i Jackets che hanno mancato i playoff pur giungendo a pari punti con i Minnesota Wild ottavi in classifica.

## Statistiche e informazioni

### Statistiche carriera
| 2000–01    | Minnesota Wild   | NHL        | 71  | 18  | 18  | 36  | 32  | -6  | 6  | 0 | 3  | —  | —  | —  | —  | —  |
| 2001–02    | Minnesota Wild   | NHL        | 78  | 30  | 37  | 67  | 34  | 0   | 10 | 0 | 4  | —  | —  | —  | —  | —  |
| 2002–03    | Minnesota Wild   | NHL        | 81  | 30  | 35  | 65  | 46  | +12 | 5  | 1 | 8  | 18 | 9  | 8  | 17 | 6  |
| 2003–04    | HC Dukla Trenčín | SVK        | 9   | 10  | 3   | 13  | 10  | +9  | —  | — | —  | —  | —  | —  | —  | —  |
| 2003–04    | Minnesota Wild   | NHL        | 65  | 18  | 22  | 40  | 16  | +10 | 3  | 0 | 4  | —  | —  | —  | —  | —  |
| 2004–05    | HC Dukla Trenčín | SVK        | 29  | 25  | 27  | 52  | 46  | +43 | —  | — | —  | 12 | 8  | 9  | 17 | 26 |
| 2004–05    | Färjestads BK    | SEL        | 12  | 6   | 4   | 10  | 45  | +8  | —  | — | —  | —  | —  | —  | —  | —  |
| 2005–06    | Minnesota Wild   | NHL        | 65  | 38  | 28  | 66  | 64  | +6  | 10 | 2 | 7  | —  | —  | —  | —  | —  |
| 2006–07    | Minnesota Wild   | NHL        | 48  | 30  | 27  | 57  | 40  | +12 | 12 | 1 | 7  | 5  | 3  | 1  | 4  | 8  |
| 2007–08    | Minnesota Wild   | NHL        | 77  | 42  | 41  | 83  | 63  | +17 | 11 | 1 | 8  | 6  | 0  | 1  | 1  | 4  |
| 2008–09    | Minnesota Wild   | NHL        | 17  | 13  | 10  | 23  | 2   | +3  | 2  | 1 | 2  | —  | —  | —  | —  | —  |
| 2009–10    | New York Rangers | NHL        | 76  | 42  | 44  | 86  | 37  | +15 | 14 | 1 | 4  | —  | —  | —  | —  | —  |
| 2010–11    | New York Rangers | NHL        | 62  | 22  | 26  | 48  | 18  | +8  | 7  | 0 | 4  | 5  | 1  | 1  | 2  | 2  |
| 2011–12    | New York Rangers | NHL        | 82  | 41  | 35  | 76  | 34  | +15 | 10 | 0 | 7  | 4  | 1  | 2  | 3  | 0  |
| NHL totals | NHL totals       | NHL totals | 722 | 324 | 323 | 647 | 390 | +92 | 90 | 7 | 58 | 35 | 14 | 11 | 25 | 20 |

### Premi NHL
- 3 All-Stars Games (2003, 2008, 2012)
- 1 M.V.P All-Star Games (2012)
- 2 NHL M.V.P of the Week (21–27 ottobre 2002 e 7-14 gennaio 2008)

### Statistiche internazionali
| Anno                                    | Team                                    | Evento                                  |    | GP | G  | A  | Pts | PIM |
| --------------------------------------- | --------------------------------------- | --------------------------------------- | -- | -- | -- | -- | --- | --- |
| 1999                                    | Slovakia                                | WJC                                     | 6  | 3  | 0  | 3  | 2   |     |
| 1999                                    | Slovakia                                | WJC18                                   | 7  | 3  | 8  | 11 | 2   |     |
| 2000                                    | Slovakia                                | WJC                                     | 7  | 3  | 1  | 4  | 0   |     |
| 2000                                    | Slovakia                                | WJC18                                   | 6  | 6  | 2  | 8  | 12  |     |
| 2001                                    | Slovakia                                | WC                                      | 7  | 2  | 1  | 3  | 0   |     |
| 2004                                    | Slovakia                                | WC                                      | 9  | 4  | 2  | 6  | 4   |     |
| 2004                                    | Slovakia                                | WCup                                    | 4  | 1  | 0  | 1  | 2   |     |
| 2005                                    | Slovakia                                | WC                                      | 7  | 3  | 1  | 4  | 6   |     |
| 2006                                    | Slovakia                                | Oly                                     | 6  | 3  | 4  | 7  | 4   |     |
| 2007                                    | Slovakia                                | WC                                      | 6  | 5  | 6  | 11 | 14  |     |
| 2010                                    | Slovakia                                | Oly                                     | 7  | 4  | 1  | 5  | 6   |     |
| 2011                                    | Slovakia                                | WC                                      | 6  | 2  | 1  | 3  | 0   |     |
| World Junior Championships (U18) Totals | World Junior Championships (U18) Totals | World Junior Championships (U18) Totals | 13 | 9  | 10 | 19 | 14  |     |
| World Junior Championships Totals       | World Junior Championships Totals       | World Junior Championships Totals       | 13 | 6  | 1  | 7  | 2   |     |
| Totale World Championships              | Totale World Championships              | Totale World Championships              | 35 | 16 | 11 | 27 | 24  |     |
| Totale World Cup of Hockey              | Totale World Cup of Hockey              | Totale World Cup of Hockey              | 4  | 1  | 0  | 1  | 2   |     |
| Totale Olimpico                         | Totale Olimpico                         | Totale Olimpico                         | 13 | 7  | 5  | 12 | 10  |     |
| Totale Internazionale                   | Totale Internazionale                   | Totale Internazionale                   | 78 | 39 | 27 | 66 | 52  |     |

## Premi Internazionali
- 1999 World Junior Ice Hockey Championships (bronze medal)
- 2001 Men's World Ice Hockey Championships
- 2004 Men's World Ice Hockey Championships
- 2004 World Cup of Hockey
- 2005 Men's World Ice Hockey Championships
- Ice hockey at the 2006 Winter Olympics
- 2007 IIHF World Championship
- Ice hockey 2010 Winter Olympics